# Ingvar Carlsson (homme politique)
Pour les articles homonymes, voir Ingvar Carlsson et Carlsson.
Gösta Ingvar Carlsson, né le 9 novembre 1934 à Borås en Västergötland, est un homme d'État suédois qui succède à Olof Palme en tant que ministre d'État et chef du parti social-démocrate suédois après le meurtre de ce dernier en 1986. Carlsson remporte les élections législatives en 1988, mais perd le pouvoir en 1991 face à une coalition des partis du centre et de la droite menée par Carl Bildt. Après avoir reconquis le pouvoir aux législatives de 1994, Carlsson se retire de la vie politique en 1995. Son successeur est Göran Persson.

## Biographie
Diplômé de sciences politiques, Ingvar Carlsson commence sa carrière politique en 1958 comme secrétaire attaché au cabinet de Tage Erlander, Premier ministre et président du Parti social-démocrate suédois. Carlsson est élu député en 1965 et nommé ministre de l'Éducation en 1969. De 1973 à 1976, il est ministre du Logement. Lorsque les sociaux-démocrates reviennent au pouvoir en 1982, il est nommé vice-ministre d'État par Olof Palme.
Il entame un virage libéral en cherchant prioritairement à dégager des excédents budgétaires. Il démissionne en 1991 à la suite du rejet par le Riksdag d’une proposition de gel temporaire des salaires, des prix et des loyers. Il forme en 1994 un nouveau gouvernement et son programme d’austérité corrigé, permettant certaines hausses de salaire, est adopté.
C'est sous sa gouvernance, le premier janvier 1995, que la Suède entre dans l'Union européenne.
Ingvar Carlsson est le président de la commission indépendante de l'ONU pour le Rwanda.

## Distinctions
- Ordre de la Croix de Terra Mariana de première classe